# Ultima Thule (Tangerine Dream)
Ultima Thule is een single van Tangerine Dream. Het verscheen in februari 1972 als losse plaat tussen de langspeelplaten van de muziekgroep. Ultima Thule (vertaling: uiterste noorden) bestond uit twee delen:
- Ultima Thule part one 3:22
- Ultima Thule part two 4:12

Deel een liet een band horen die experimenteel begint en langzaamaan structuur krijgt, een wisseling van de oude stijl naar de nieuwe stijl van de band. Deel 2 is juist andersom.
De band bestond ten tijde van uitgifte uit Edgar Froese, Christopher Franke en Steve Schroyder.
Doordat er een breuk kwam tussen de band en het label verdween de single lange tijd uit beeld en werd een collector's item. In het compact disc-tijdperk werd deel een (soms samen met deel 2) bijgeperst op de albums Alpha Centauri en/of Atem.
Nebulous Dawn bevat opnamen uit The Pink Years: 
CD1= Electronic meditation / Alpha Centauri ·
CD2= Zeit ·
CD3= Ultima Thule / Atem